# Powhatan Point, Ohio
Powhatan Point là một làng thuộc quận Belmont, tiểu bang Ohio, Hoa Kỳ. Năm 2010, dân số của làng này là 1592 người.

## Dân số
- Dân số năm 2000: 1744 người.
- Dân số năm 2010: 1592 người.